# سنجابچه سیبری

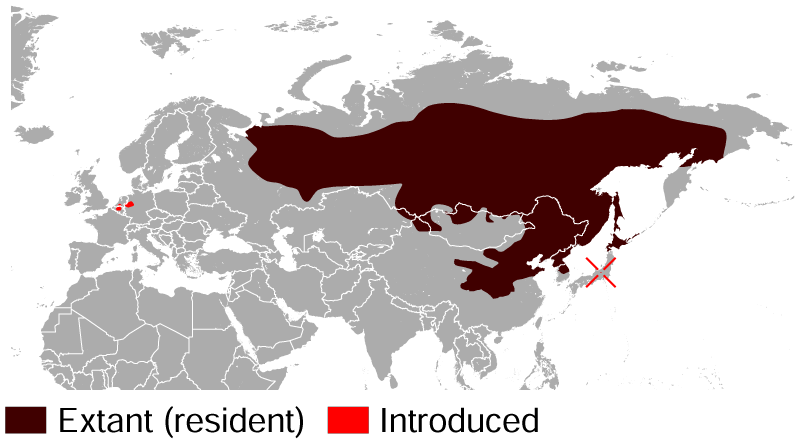

سنجابچه سیبری، سنجاب راه‌راه سیبری یا سنجاب راه‌راه معمولی (نام علمی: Tamias sibiricus) نام یک گونه از سرده سمورچه است.